# 久光久
久光 久（ひさみつ ひさし、1946年6月 - ）は、日本の歯科医師・歯学者。昭和大学歯学部う蝕・歯内治療学教授。日本歯科色彩学会元会長、日本歯科人間ドック学会会長、美容口腔管理学会理事長、元日本歯科審美学会会長。

## 経歴
1971年東京医科歯科大学歯学部卒業、1975年同大学院修了。以後、同大学助手、昭和大学講師、助教授を経て1987年より教授に就任。
1975年　東京医科歯科大学より　歯学博士の学位を得る。論文の題は「人歯歯冠の歯頸穿下に関する計測的研究」。

## 所属学会
- 日本歯科保存学会 理事[8]、指導医[9]、専門医[10]
- 日本歯科人間ドック学会 会長[4]、指導医[11]
- 美容口腔管理学会 理事長[5]
- 日本歯科色彩学会 元会長[3]、JACD認定士[12]
- 日本歯科審美学会 元会長[6]、監事[13]、認定医[14]
- 日本接着歯学会 理事[15]
- 口腔感染予防研究会 （現日本口腔感染症学会）元評議員[1]
- 日本アンチエイジング歯科学会 監事[16]、認定医[17]
- 日本医用歯科機器学会 理事[18]
- 日本歯科医学教育学会 評議員[19]
- 日本歯科理工学会[1]
- 日本レーザー歯学会[1]
- 日本小児歯科学会[1]
- 昭和歯学会 理事[20]
- アジア歯科審美学会 Founder Member[1]
- 国際歯科研究学会[1]
- Academy of Dental Materials[1]
- 日本歯科TC協会 理事[21]

## 著書
- 和久本貞雄、久光久『最新 保存修復』医歯薬出版、1984年4月16日。
- 五十嵐, 孝義、久光, 久、丸森, 英史 編『トラブル対応マニュアル インレー・クラウン・ブリッジ編』医歯薬出版〈歯界展望 別冊〉、1992年11月。
- 和久本貞雄、久光久、伊藤和雄『最新 保存修復』（第2版）医歯薬出版、1995年4月20日。ISBN 978-4-263-40408-9。
- 久光久 他 著、加藤喜郎、小野瀬英雄 編『カラーアトラス 保存修復の臨床』（第2版）医歯薬出版、1996年4月。ISBN 978-4-263-45325-4。
- 久光久、鈴木敏光『デンタルテクニックスシリーズ14 コンポジットレジンインレー修復』口腔保健協会、1996年11月15日。ISBN 978-4896051254。
- 久光久、東光照夫『歯を白くするホワイトニング』永末書店、1998年12月15日。ISBN 978-4816010729。
- 久光久 他 著、小野瀬, 英雄、井上, 廣; 平井, 義人 ほか 編『保存修復学』（第4版）医歯薬出版、2000年3月。ISBN 978-4-263-45463-3。
- 久光久、松尾通、山岸一枝『デンタルダイヤモンド増刊号 漂白』デンタルダイヤモンド社、2000年6月1日。
- 久光久 他 著、田上, 順次、河野, 篤、福島, 正義 編『変色歯・着色歯への対応』医歯薬出版〈歯界展望 別冊〉、2000年12月20日。
- 久光久 他 著、黒﨑紀正、小野瀬英雄、住友雅人、櫻井薫、古郷幹彦、井上宏、寺下正道 編『イラストレイテッド・クリニカルデンティストリー2 歯・歯髄・歯周組織の疾患』医歯薬出版、2001年11月1日。ISBN 978-4-263-40612-0。
- 久光久 他 著、日本接着歯学会 編集委員 熱田充、荒木吉馬、小野瀬英雄、柏田聰明、河野篤、佐野英彦、鈴木一臣、福島俊士、安田登 編『接着歯学 Minimal Interventionを求めて』監修 野口八九重、藤井辨次、細田裕康、山下敦、医歯薬出版、2002年4月20日。ISBN 978-4-263-44135-0。
- 久光久 他 著、中尾, 勝彦、安田, 登、高島, 昭博 編『Skill-up of Dental Practice 1 歯をまもる』医歯薬出版、2002年4月25日。ISBN 978-4-263-40811-7。
- 久光久、東光照夫『漂白の理論と臨床テクニック オフィスブリーチとホームブリーチ』クインテッセンス出版、2004年6月10日。ISBN 978-4874178102。
- H.M's COLLECTION 編『Oral Care Book 女性のためのOral Health教室』監修 宮下元、久光久、飯島裕之、医学情報社、2005年1月5日。ISBN 978-4903553276。
- 久光久 他 著、千田彰、寺下正道、田上順次、奈良陽一郎、宮崎真至、片山直 編『保存修復クリニカルガイド　第2版 DVDビデオ付』医歯薬出版、2009年11月10日。ISBN 978-4-263-45633-0。
- 東光照夫、古川匡恵『QUINT KICK-OFF LIBRARY ホワイトニングに強くなる本』監修 久光久、クインテッセンス出版、2011年8月10日。ISBN 978-4896051254。